# Excalibur (film)
Excalibur – brytyjsko-amerykański film fantasy z 1981 roku w reżyserii Johna Boormana.

## Fabuła
Film jest adaptacja książki Thomasa Malory’ego opartej na legendach arturiańskich. Opowiada o życiu legendarnego króla Artura i o przygodach rycerzy Okrągłego Stołu, którzy szukają Świętego Graala. Tytuł filmu nawiązuje do miecza, który daje królewską władzę. Miecz służy tylko temu, kto na niego zasługuje.

## Obsada
- Nigel Terry – Król Artur
- Helen Mirren – Morgana
- Nicholas Clay – Lancelot
- Cherie Lunghi – Ginewra
- Paul Geoffrey – Parsifal
- Nicol Williamson – Merlin
- Robert Addie – Mordred
- Gabriel Byrne – Uther
- Keith Buckley – Urien
- Katrine Boorman – Igerna
- Liam Neeson – Gawain
- Patrick Stewart – Leodegan
- Clive Swift – Ector
- Corin Redgrave – Gorlois
- Ciarán Hinds – Lot

## Nagrody i nominacje
Oscary za rok 1981
- Najlepsze zdjęcia – Alex Thomson (nominacja)

Nagrody BAFTA 1981
- Najlepsze kostiumy – Bob Ringwood (nominacja)

Nagrody Saturn 1981
- Najlepsze kostiumy – Bob Ringwood
- Najlepszy film fantasy (nominacja)
- Najlepsza reżyseria – John Boorman (nominacja)
- Najlepsza charakteryzacja – Basil Newall (nominacja)
- Najlepszy aktor drugoplanowy – Nicol Williamson (nominacja)
- Najlepsza aktorka drugoplanowa – Helen Mirren (nominacja)